# 홍콩 트램
홍콩 트램 또는 홍콩 전차(중국어: 香港電車, 병음: Xiānggǎng Diànchē, 광둥어: Hoeng1 gong2 din6 ce1, 광둥어 발음: [hœ̂ːŋkɔ̌ːŋ tìːn tsʰɛ́ː], 영어: Hong Kong Tramways)은 홍콩의 홍콩섬 샤우케이완(筲箕灣)과 케네디타운(堅尼地城) 구간과 해피밸리(跑馬地)로 향하는 노선이 있는 트램이다.
홍콩의 트램은 110년이 넘은 통근 운송 수단이었을 뿐 아니라, 주요 관광 명소이자 홍콩에서 가장 환경 친화적인 여행 방법 중 하나이다. 트램 시스템은 전 세계에서 유일하게 2층 전차(double-decker trams)로 운행된다.
트램은 홍콩 섬에서 가장 저렴한 교통수단이다. 비교적 저렴한 요금은 홍콩 트램의 광고 슬로건에서도 "Hop on 1. $2.3. Tram so easy!"라고 강조해놓았다.

## 트램 경로

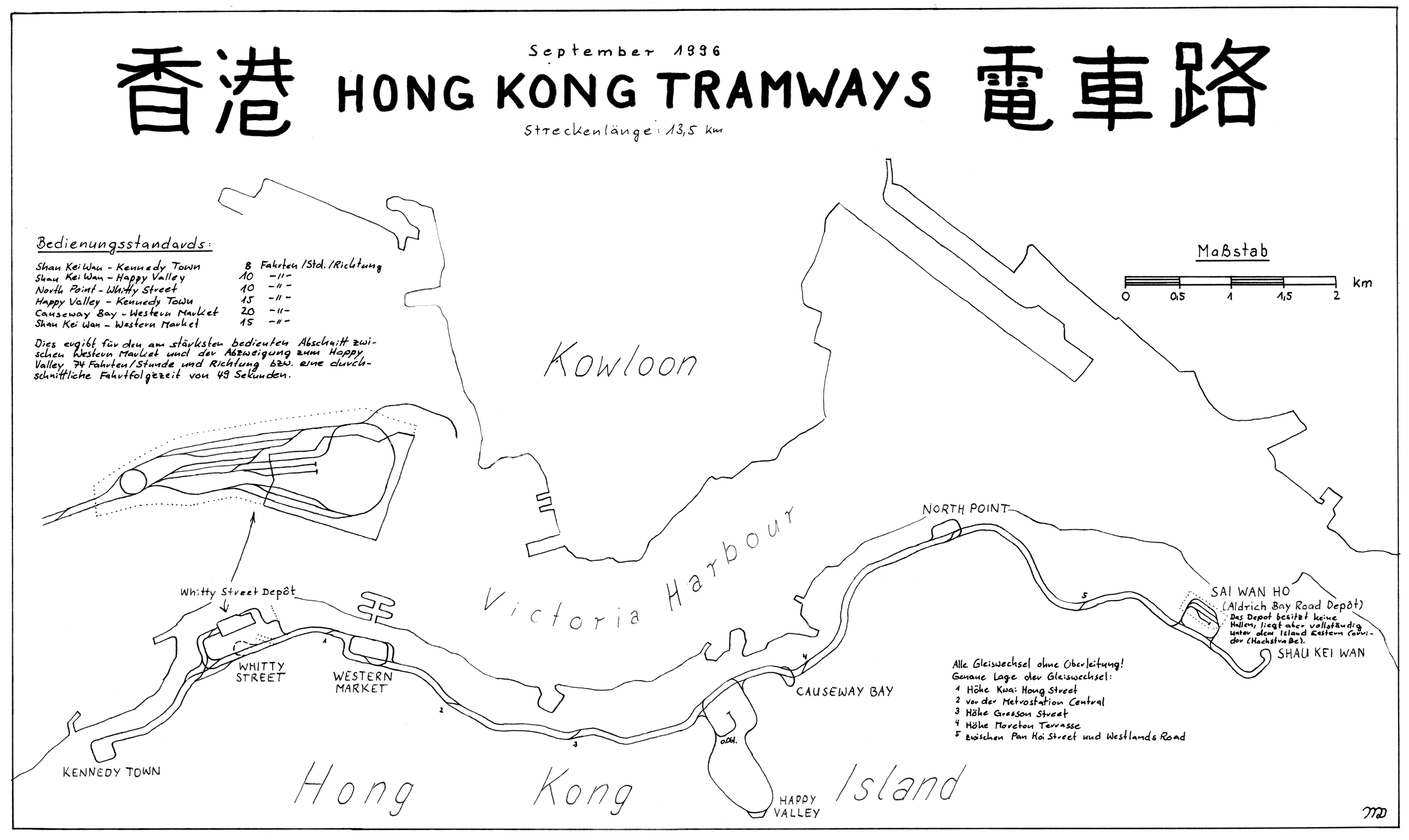
홍콩 트램 노선도

이 트램은 케네디타운에서 사우케이완까지 홍콩 섬의 북부 해안선과 평행하게 지어진 복선 트램 선로에서 운행된다. 해피밸리 경마장(跑馬地馬場)을 중심으로 약 3 km (1.9 mi)의 시계 방향으로 달리는 선로가 하나 있다.
트램 노선을 따라 서쪽에서 동쪽으로 케네디타운, 섹통초이, 셩완(서항성), 해피밸리, 통루오완, 베이자오, 샤우케이완의 7개의 종착역이 있다. 싸이잉푼, 애드미럴티 MTR 역, 완짜이, 빅토리아 파크와 같은 중간 정류장에서도 크로스 오버가 장착되어 선로 내 교통 사고와 같은 비상 사태시에 임시 종착지로 사용할 수 있다.
다음과 같은 6개의 주요 중복 경로가 있다.:

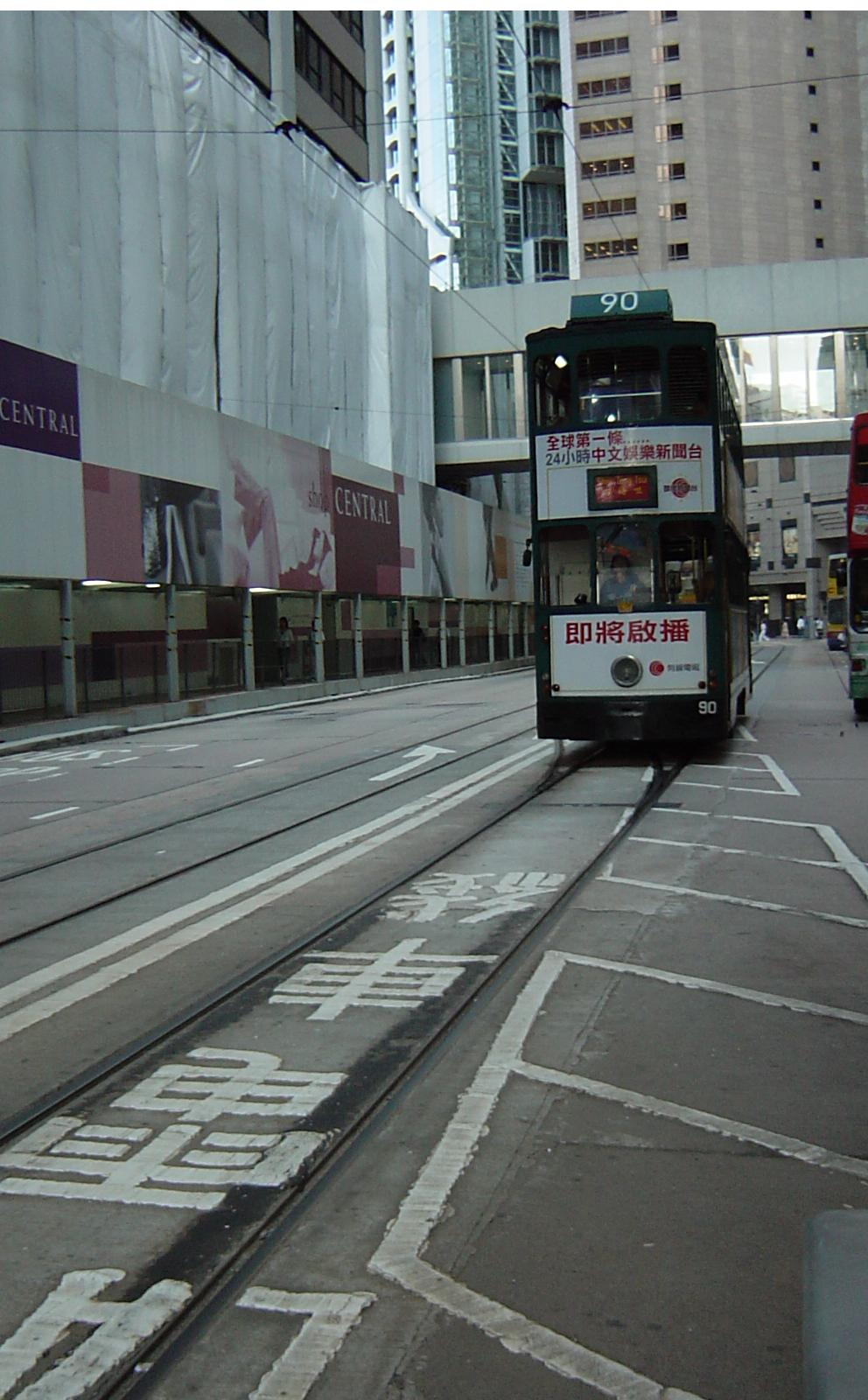
선로 노면위의 안내 표시 - 중국어: 電車綫, 영어: TRAM LANE

- 샤우케이완 ↔ 케네디타운
- 샤우케이완 ↔ 셩완(서항성)
- 샤우케이완 ↔ 해피밸리
- 베이자오 ↔ 섹통초이
- 해피밸리 ↔ 케네디타운
- 통루오완 ↔ 섹통초이
- 서항성 ↔ 케네디타운

| 운행 시간                                  |           |              |              |                  |
| 발차지점 (한글 중국어 영어)                | 주행 방향 | 주중         | 토요일       | 일요일 및 공휴일 |
| 케네디타운 堅尼地城 Kennedy Town           | 동쪽      | 05:04－00:00 | 05:12－23:49 | 05:12－23:58     |
| 섹통초이 石塘咀 Whitty Street              | 동쪽      | 05:16－22:52 | 05:50－23:58 | 05:30－23:45     |
| 셩완(서항성) 上環（西港城） Western Market | 동쪽      | 05:55－00:00 | 06:00－00:03 | 06:02－00:00     |
| 해피밸리 跑馬地 Happy Valley               | 동쪽      | 06:27－23:26 | 06:41－23:16 | 06:42－00:02     |
| 해피밸리 跑馬地 Happy Valley               | 서쪽      | 05:45－00:39 | 05:53－00:31 | 05:52－00:37     |
| 통루오완 銅鑼灣 Causeway Bay               | 서쪽      | 05:48－23:32 | 06:25－00:34 | 06:03－00:21     |
| 베이자오 北角 North Point                  | 서쪽      | 06:00－23:40 | 06:00－23:40 | 06:00－23:40     |
| 샤우케이완 筲箕灣 Shau Kei Wan             | 서쪽      | 05:46－00:06 | 06:00－23:40 | 06:00－23:40     |
| 혼잡 시간대의 평균 배차: 90초 간격         |           |              |              |                  |

| 소요 시간(분당) |            |          |                 |          |          |          |            |
|                 | 케네디타운 | 섹통초이 | 셩완 （서항성） | 통루오완 | 해피밸리 | 베이자오 | 샤우케이완 |
| 케네디타운      | -          | 10       | 23              | 55       | 60       | 70       | 90         |
| 섹통초이        | 7          | -        | 13              | 40       | 45       | 60       | 75         |
| 셩완 （서항성） | 20         | 13       | -               | 35       | 30       | 50       | 60         |
| 통루오완        | 50         | 45       | 35              | -        | 10       | 20       | 35         |
| 해피밸리        | 55         | 45       | 30              | 10       | -        | 25       | 35         |
| 베이자오        | 70         | 60       | 50              | 15       | 35       | -        | 15         |
| 샤우케이완      | 85         | 75       | 55              | 35       | 40       | 20       | -          |

## 노선 정보

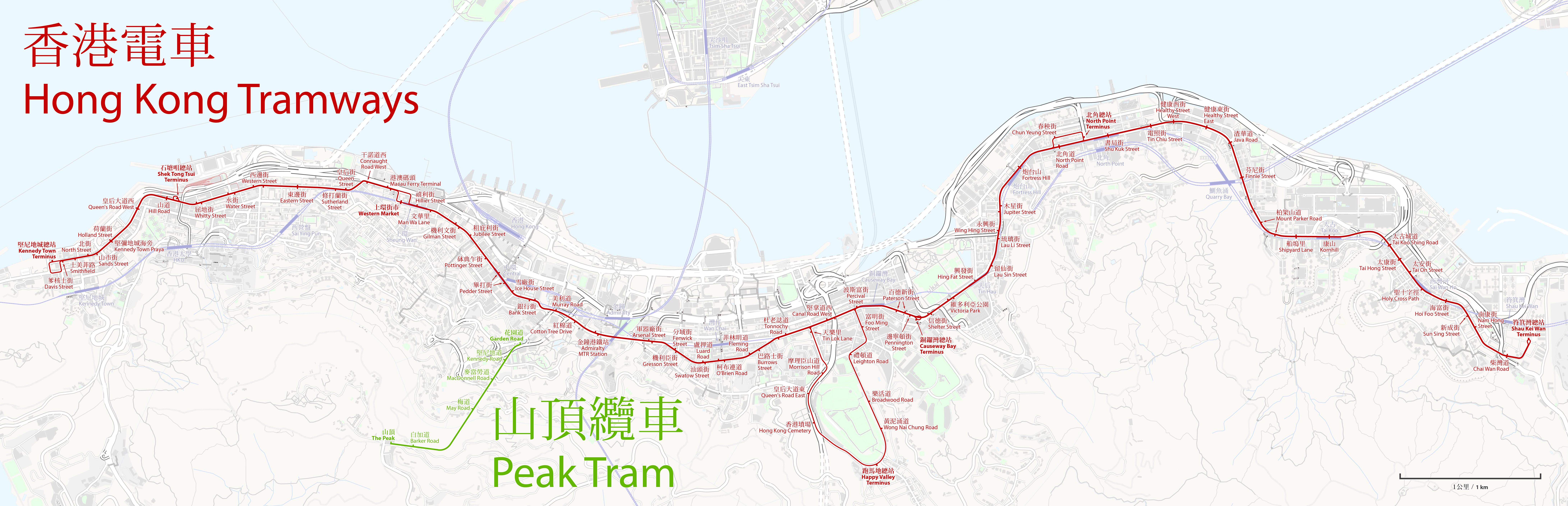
현재 트램 종착역과 주요 정류장을 보여주는 노선도

- 영업 거리 – 13 km (총 선로 길이  30 km)
- 운행 시간 – 오전 5:30 ~ 오전 00:30
- 운임 – 2.3 홍콩 달러

평균적으로 각 트램 출발 사이의 운임 구간은 피크 시간 동안 약 1.5 분이다. 과거에는 트램의 최대 속도가 40 km/h였다. 그러나 2008년 초부터 일부 트램의 최대 속도가 증가하여, 대부분의 트램에서 최대 속도 50 km/h가 가능해졌고 그 중 일부는 최고 속도 60 km/h를 기록했다. 전차의 최대 용량은 115명이다.

## 요금
현재 요금은 성인 HK$3.0, 12세 미만 어린이 HK$1.50, 65세 이상 노인 HK$1.30이다. 홍콩의 다른 대중 교통 수단과 달리, 운행 거리에 관계없이 요금이 균일하다. 월 정기권은 매월말 섹통초이, 통루오완, 베이자오 종착지에서 판매되며 HK$260의 비용으로 이용할 수 있다.
승객은 요금을 낼때, 정확한 요금을 요금함에 투입하거나, 단말기에 옥토퍼스 카드를 인식하는 방법으로 하차시에 지불한다. 트램 입구 및 개찰구의 폐쇄회로텔레비전은 승객의 운임 회피를 방지한다.
일반 및 고전식 트램은 대여를 위해 이용 가능하다. 천장 개방형 고전식 트램은 종종 행사 및 홍보 이벤트에 사용된다. 관광객은 홍콩 관광진흥청이 주관하는 투어를 통해 개방형 트램을 이용할 수도 있다.

## 차량

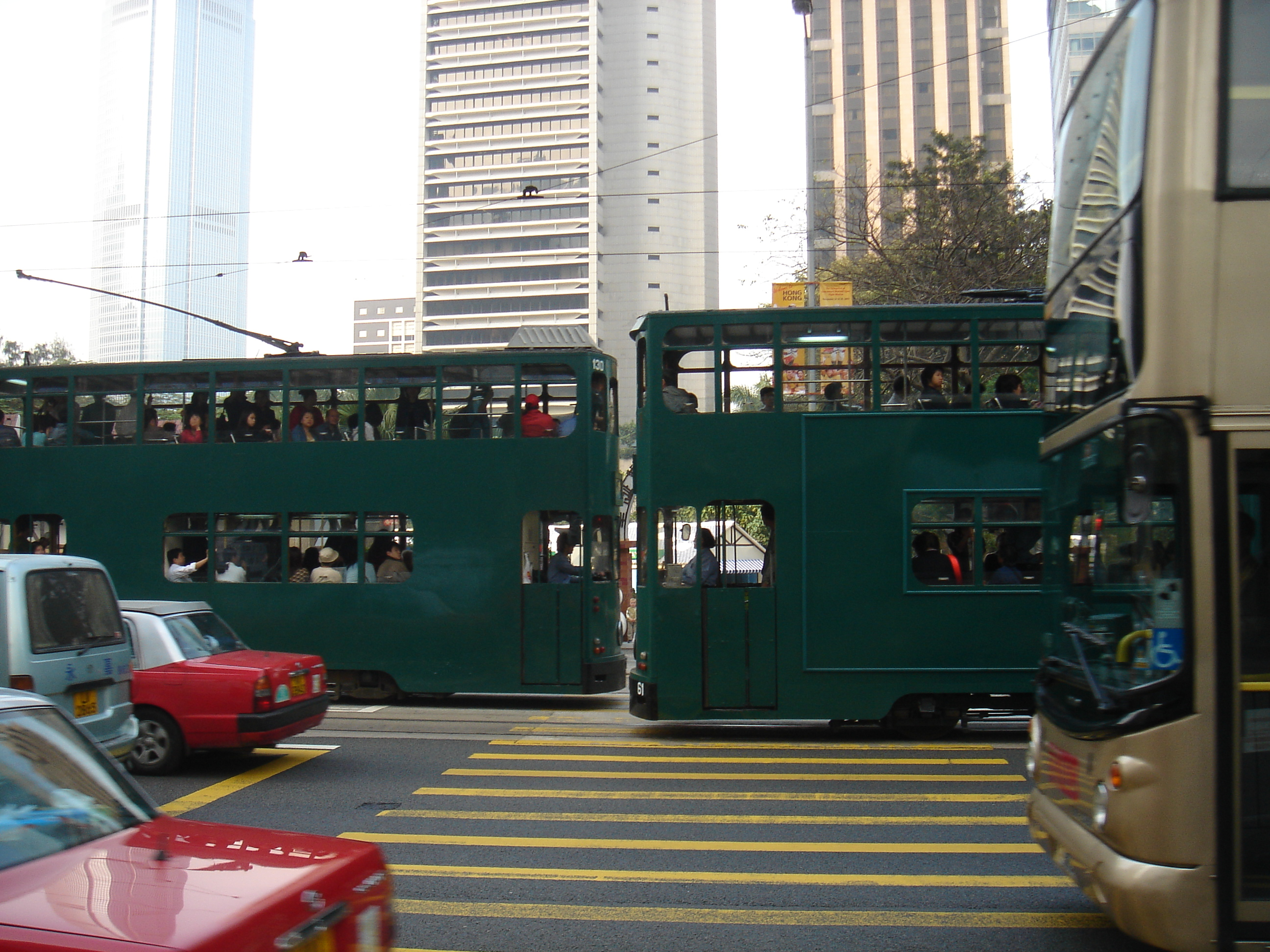
중완의 황후상광장(皇后像廣場, Statue Square) 옆에서 서로 지나가는 트램.

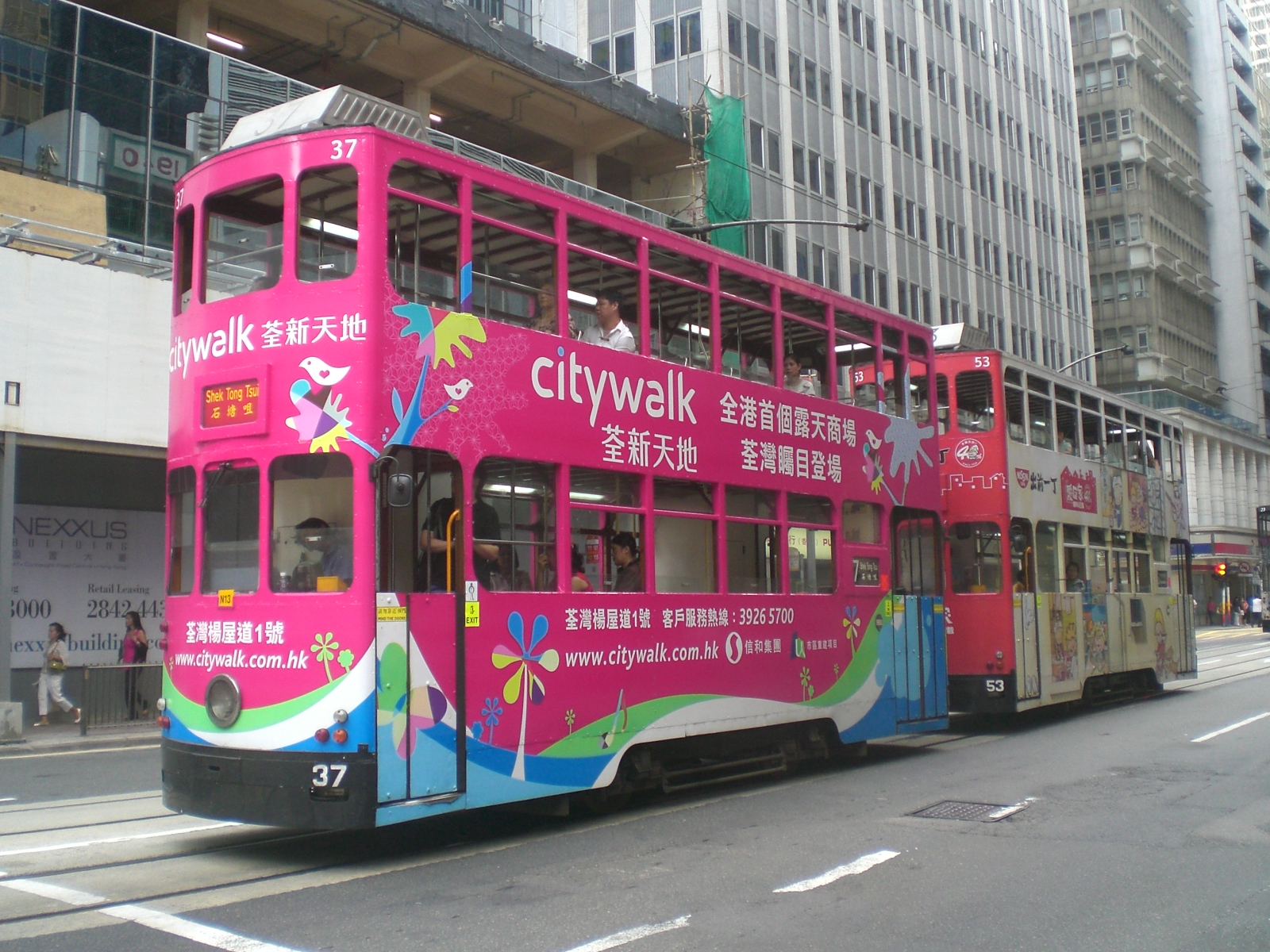
대부분의 트램은 전면 광고 도색이 이루어지고 있다.

홍콩 트램은 현재 163개의 2층 트램을 소유하고 있으며, 관광 여행 및 대여를 위한 천장 개방형 관광용 트램 2대(차량 번호 28, 128), 트램 미운행시 운영되는 유지 보수 전용 트램 3대(차량 번호 200, 300, 400)가 포함된다.
트램 자체는 때로 홍콩 사람들에 의해 "딩딩(중국어: 叮叮)"이라고 불리며 보행자에게 접근 방법을 경고하기 위해 사용되는 상징적인 이중 트램 종소리의 의성어이다. "딩딩"이라는 용어는 현재 전체 트램 시스템을 나타내는데 종종 사용되며, "전차를 타다(중국어: 搭電車)"를 "딩딩을 타다(搭叮叮)"로 부르곤 한다.
홍콩은 세계에서 유일하게 완전한 2층짜리 트램을 보유하고 있다. 대부분의 트램은 1987년과 1992년 사이에 재구축되었다. 트램에는 여닫이창이 장착되어 있다. 2000년대 초반부터 이 트램은 향상된 작동 성능과 안전성을 제공하도록 업그레이드되었다. 거의 모든 트램에는 전신 광고가 있다.

### 차량 역사
트램 차량은 처음에는 영국에서 가져온 길이 29피트 (8.8미터), 폭이 6피트 1인치(1.9미터) 인 26개의 1층 트램으로 구성되었다. 그러나 급속한 현대화 프로그램으로 인해 빠르게 제거되었다. 이 트램 차량은 1912년 이후 개방형 2층 트램 차량으로 대체되었다. 1923년에 트램을 위한 고정 지붕이 도입됨으로써 시스템이 크게 개선되었다. 1960년대에는 증가하는 인구와 수요로 인해 트레일러 추가가 제안되었다. 1964년 홍콩의 Taikoo Dockyard가 제조한 프로토타입을 시험한 후, 영국에서 10개의 트레일러가 주문되었으며, 1965년 초 홍콩의 트램에 추가되었다. 1967년 영국에서 10개의 추가 트레일러가 주문되어, 총 트레일러 수가 22대로 늘어났다. 이들은 자주 탈선되고, 경제적으로 운영되지 않았기 때문에, 1982년 말에 모두 철수되고 폐기되었다 - 단지 36명의 여분의 승객을 위해 별도의 요청이 필요했다.
트램 12와 50은 미국의 철도 박물관과 홍콩의 박물관에서 복원된 1950년대 디자인을 유지하고 있는 유일한 2개의 트램이다. 객실은 티크가 늘어서 있는 창문과 등나무 시트가 설치되어 있으며, 원래의 밝은 녹색 색상으로 광택 처리된다.
2000년에 세 개의 새로운 알루미늄 합금 금속 차체 트램(공식적으로 "천희전차(千禧電車, Millennium trams)"라고 함) # 168-170이 가동되기 시작했다. 이 트램은 여름에 통풍이 잘 안되었기 때문에 인기가 없었다. 이전 모델과 달리 승객이 공기 흐름을 개선하기 위해 전면 창을 열 수 없다. 시제품인 에어컨 장착 트램(171호)이 시험중에 있다.

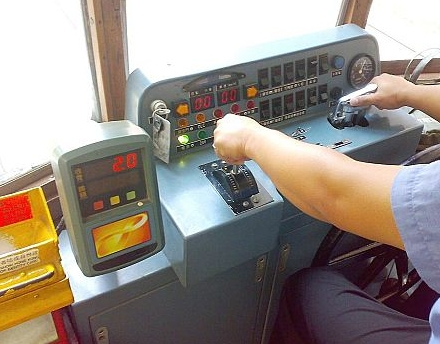
새로운 트램 운전석

2007년에 새로운 유지 보수 전차 300호가 제조되었으며, 차량기지에거 전차를 옮기는데 사용된다. 전력 외에도 디젤 모터를 사용한다.
11월 7일부터 보수 공사를 마친 후 트램에 새로운 운전석이 설치되었다. 프로그램의 첫 번째 트램은 38호이다.
2008년에는 '고전식' 트램 #128에 에어컨이 설치되었다.
트램 88은 최초의 에어컨이 설치된 통근 전차로, 2016년 6월 6일부터 3개월간 시운전을 시작했다.

#### 트램 재보수
2010년 10월, 베올레아 교통(Veolia Transport)은 새로운 트램 모델의 프로토타입을 선보였다. 75백만 홍콩 달러의 비용으로 전체 차량을 개조할 계획이다. 트램은 원래의 외관 디자인을 유지할 것이지만, 외부 구조는 티크가 아닌 내구성이 높은 알루미늄이 된다. 하부층의 벤치는 현대적인 외관뿐만 아니라 단일 좌석으로 대체 될 예정이다. 디지털 방송은 트램 내부에 배치되어 다음 역을 승객에게 알리고 LED 조명이 설치된다. AC 모터와 새로운 와전류 비상 제동 장치가 설치 될 예정이다.

#### 차량 상세정보
| 제조사 및 모델 | 기술                                                      | 차량 대수 | 도입 년도                                               | 운행 중단 년도                               | 비고                                                                               | 사진 |
| Dick, Kerr & Company (#1–16, #27-36) and Electric Railway & Tramway Works Limited (a Dick Kerr subsidiary) (#17–26) 1세대 차량 | 1층 - 목재                                                | 36 (1912-1913년에는 18대로, 1923년에는 14대로 줄었다.) | 1904–1905                                               | 1935                                         |                                                                                    |      |
| United Electric Car Company & Hong Kong and Whampoa Dock Co. - 2세대 차량                                                      | 2층 - 목재                                                | 28 (신차 10대, 18대는 1층 전차로 개조되었다.) | 1912–1913                                               | 1924 (모두 고정된 천장 전차로 변환되었다.)   | 천장 없는 차량                                                                     |      |
| English Electric Company & Hong Kong and Whampoa Dock Co. - 3세대 차량                                                         | 2층 - 목재                                                | 48 (신차 44대, 4대는 1층 전차로 개조되었고, 2세대 차량 또한 나무로 고정된 지붕으로 개조되었다.) | 1923–1924                                               | 1930                                         | 캔버스 천 천장이 장착된 최초 16대 신차, 목조 고정식 천장이 장착된 다른 차량도 존재 |      |
| 홍콩전차 - 4세대 차량 (전쟁 전)                                                                                                | 2층 - 목재                                                | 119 (신차 57대, 62대는 기존 차량에서 개조되었다.) | 1925–1949                                               | 1955                                         | 기존 62대 차량이 개조됨: 14대 1세대 전차, 48대 3세대 전차                          |      |
| 홍콩전차 - 5세대 차량 (1949, 1950년식)                                                                                         | 2층 - 알루미늄 차체, 티크(teak) 틀                        | 163 (신차 43대, 1979년 무동력 트레일러 카 #1에서 개조된 1기, 기존 차량에서 개조된 기종도 있다.) | 1949 (original #120), 1950-1964 (#121-162), 1979 (#163) | 1992                                         |                                                                                    |      |
| 홍콩전차 - 6세대 차량 (현재의 디자인)                                                                                          | 2층 - 알루미늄 차체, 티크 틀                              | 160 – #120 (1990년대에 개조된 1950년대 스타일), 1980년대 남은 차량(#1–27, 29–43, 45–119, 121–127, 129–143, 145–150, 151–163, 165–166) | 1986년 개조, 1987 – 1992                                |                                              |                                                                                    |      |
| 홍콩전차 - 천희전차(千禧電車, 밀레니엄 트램)                                                                                   | 2층 - 알루미늄 합금                                       | 4 (3대만 운용) – #168–171 | 2000                                                    |                                              | #171은 내부 테스트를 위한 냉방 장치가 있고, #168은 VVVF 구동 장치로 재구성되었다.  |      |
| 홍콩전차 - 트레일러 차량 | 승객용 1층 - 알루미늄 합금, (#1 – 알루미늄 차체, 티크 틀) | 22 | 1964, 1965-1966                                         | 1982 (#1 만이 2층 전차 #163으로 개조되었다.) | 무동력 트레일러                                                                    |      |
| 홍콩전차 - 작업 차량 | 1층                                                       | 1 – #200 (1세대) | 1956                                                    | 1984                                         |                                                                                    |      |
| 홍콩전차 - 작업 차량 | 2층                                                       | 3 – #200, #300 and #400 |                                                         |                                              |                                                                                    |      |
| 홍콩전차 - 개인 임대 차량 | 고전 2층 - 알루미늄 차체, 티크 틀                         | 2 – #28, 128 | 1985, 1987                                              |                                              | 개인 임대 전용                                                                     |      |
| 홍콩전차 - 7세대 차량, VVVF 주행 차량의 첫배치                                                                                 | 2층 - 알루미늄 합금, (#172 – 알루미늄 차체, 티크 틀)      | 56 – #1, #11-13, #19, #23, #32, #35, #36, #40–42, #49, #52, #54, #56, #58, #60, #64, #66, #69, #70, #74, #77, #79, #94, #95, #99, #100, #106, #108, #109, #115, #116, #118, #122, #126, #129, #132, #133, #137, #141, #143, #146, #148, #154, #155, #157, #158, #162, #168, #171–175 | 2009-2016                                               |                                              | 4세대 차량을 기반으로 한 차체 외관, 밀레니엄 차량 내부, LED 디스플레이 장착        |      |
| 홍콩전차 - 관광 전차 | 고전 2층 - 알루미늄 합금                                  | 1 – #68 | 2016                                                    |                                              | 1920년대 스타일, 관광용으로 사용                                                   |      |
| 홍콩전차 - 첫 냉방장치 장착 통근 차량 "Pilot Cooler Tram(冷氣試驗車)"                                                          | 2층 - 알루미늄 합금                                       | 1 – #88 | 2016                                                    |                                              | 2016년 6월 6일부터 3개월간 무료 체험 서비스                                        |      |

참고: 일반적으로 전차 차량에는 특정/공식 '세대' 분류가 없다. 한 세대의 많은 전차는 사실 캔버스 천 천장과 목재 지붕이 장착된 천장 없는 차량과 같이 이전 모델을 수정 한 것이다. '세대'라는 용어는 새로운 디자인에만 적용되어야 한다.

### 보수 차량
- 미쓰비시후소 캔터 전차선 유지 보수 차량 6016[7]
- 임시 트럭 스탠드 또는 거처 트럭 - 유지 보수를 위해 트럭을 제거할 때 전차 차체 또는 틀을 배치하는데 사용된다. 스탠드는 차량기지 주위를 움직일 수 있는 더 작은 바퀴를 가지고 있다.[8]

## 같이 보기
- 홍콩의 교통